# Bình Tấn
Bình Tấn là một xã thuộc huyện Thanh Bình, tỉnh Đồng Tháp, Việt Nam.
Thành lập ngày 17 tháng 3 năm 1987. được tách ra từ toàn bộ diện tích ấp Bình Tấn, xã Bình Thành và một phần của xã Tân Mỹ.
Xã Bình Tấn có 4.300 hécta diện tích tự nhiên với 3.230 người.

## Vị trí địa lý
Địa giới xã Bình Tấn ở phía đông giáp huyện Cao Lãnh; phía tây giáp xã Tân Mỹ; phía nam giáp xã Bình Thành; phía bắc giáp huyện Tam Nông.

## Lịch sử
- Quyết định 13-HĐBT[3] ngày 23 tháng 02 năm 1983 của Hội đồng Bộ trưởng, xã Bình Thành thuộc huyện Thanh Bình.
- Quyết định 27-HĐBT[2] ngày 13 tháng 02 năm 1987 của Chủ tịch Hội đồng Bộ trưởng, chia xã Bình Thành thành 2 xã lấy tên là xã Bình Thành và xã Bình Tấn.